# Melker Widell
Melker Widell (Billeberga, 19 de abril de 2002) es un futbolista sueco que juega en la demarcación de centrocampista para el Swansea City AFC de la EFL Championship.

## Selección nacional
Tras jugar en las categorías inferiores de la selección, finalmente hizo su debut con la selección de Suecia el 25 de marzo de 2025 en un encuentro amistoso contra Irlanda del Norte que finalizó con un resultado de 5-1 a favor del combinado sueco tras los goles de Emil Holm, Benjamin Nygren, Ken Sema, Alexander Isak y Anthony Elanga para Suecia, y de Isaac Price para Irlanda del Norte.

## Clubes
| Club                | País       | Año       | Partidos | Goles |
| ------------------- | ---------- | --------- | -------- | ----- |
| Malmö FF            | Suecia     | 2022      | 0        | 0     |
| BK Olympic (cedido) | Suecia     | 2022      | 27       | 2     |
| Landskrona BoIS     | Suecia     | 2023      | 15       | 2     |
| AaB Fodbold         | Dinamarca  | 2023-2025 | 62       | 13    |
| Swansea City AFC    | Inglaterra | 2025-     |          |       |